# Klinik Hügelheim
Klinik Hügelheim (Originaltitel: Hilltop Hospital) ist ein deutsch-britische Knetanimationserie für Kinder, die zwischen 1999 und 2003 produziert wurde.

## Handlung
Die Serie dreht sich um junges und tierisches Krankenhaus-Personal und deren Patienten und die damit einhergehenden täglichen Herausforderungen des Berufsalltags und Problemen der einzelnen Personen.

## Produktion und Veröffentlichung
Die Serie wurde von Millimages, Siriol Cara Junior School Productions unter der Regie von Pascal Le Nôtre produziert. Die deutsche Erstausstrahlung fand am 17. August 2000 auf KI.KA statt. Dabei sind 52 Folgen mit einer durchschnittlichen Laufzeit von 10 Minuten entstanden. Weitere deutschsprachige Ausstrahlungen im Fernsehen erfolgten im ZDF.

## Synchronisation
Die deutsche Fassung wurde bei der Bavaria Synchron in München erstellt. Das Dialogbuch schrieb Inez Günther, die auch die Regie übernahm.

| Rolle                 | Originalsprecher | Deutsche Sprecher  |
| --------------------- | ---------------- | ------------------ |
| Arthur, die Labormaus | Jonathan Kydd    | Tobias Lelle       |
| Chirurgin Sonja       | Celia Imrie      | Dagmar Dempe       |
| Clara, die Labormaus  | Julie Higginson  | Christine Stichler |
| Dr. Atticus           | Brian Murphy     | Ulrich Frank       |
| Dr. Matti             | Kevin Whately    | Walter von Hauff   |
| Schwester Kitty       | Sally Ann Marsh  | Katrin Fröhlich    |
| Teddy #1              | Paul Shane       | Michael Rüth       |
| Teddy #2              | Paul Shane       | Thomas Rau         |

## Episodenliste
| Folge | deutscher Titel              |
| 1     | Herzschmerz                  |
| 2     | Das große Ereignis           |
| 3     | Die Blutbank                 |
| 4     | Jux-Woche in der Klinik      |
| 5     | Osterhäschen                 |
| 6     | Das große Spiel              |
| 7     | Geburt und Tod               |
| 8     | Feueralarm                   |
| 9     | Dr. Mattis Geburtstag        |
| 10    | Die geheimnisvolle Krankheit |
| 11    | Radio Hügelheim              |
| 12    | Kitty vor der Kamera         |
| 13    | Ein Gespenst geht um         |
| 14    | Blind wie ein Maulwurf       |
| 15    | Vorsicht, Unfall!            |
| 16    | Astronaut in Not             |
| 17    | Hochzeit in Hügelheim        |
| 18    | Blumen-Zauber                |
| 19    | Kranke Köche                 |
| 20    | Tollkühne Kunststücke        |
| 21    | Von Mund zu Mund             |
| 22    | Große Nase, kleine Nase      |
| 23    | Traut euch, Kinder!          |
| 24    | Trubel um die Teddys         |
| 25    | Trimm dich fit!              |
| 26    | Pamelas Geheimnis            |
| 27    | Geheime Betten               |
| 28    | Dr. Mattis Bruder            |
| 29    | Die Zahnfee                  |
| 30    | Ka-Ka-Kaspar                 |
| 31    | Rentiere in Not              |
| 32    | Ein nasses Bett              |
| 33    | Der zappelige Igel           |
| 34    | Das schielende Auge          |
| 35    | Lachen ist die Beste Medizin |
| 36    | Quälgeister                  |
| 37    | Hitzekoller                  |
| 38    | Läuse                        |
| 39    | Albtraum in Hügelheim        |
| 40    | Die rettende Idee            |
| 41    | Die Erinnerungslücke         |
| 42    | Sicherheit geht vor          |
| 43    | Tag der Prüfung              |
| 44    | Ohrenschmerzen               |
| 45    | Übergewicht                  |
| 46    | Lächeln                      |
| 47    | Ein besonderes Talent        |
| 48    | Heile Haut                   |
| 49    | Helfende Hände               |
| 50    | Der große Kummer             |
| 51    | Siamesische Zwillinge        |
| 52    | Kalte Füße                   |